# Sensational Fix
Sensational Fix es un EP de la banda Sonic Youth, lanzado en enero de 2009 por el sello Matador Records en formato 7".

## Lista de canciones
| N.º   | Título                     | Duración |  |
| 1.    | «Aerosol»                  | 3:10     |  |
| 2.    | «Ivan»                     | 3:49     |  |
| 3.    | «Rats» (demo)              | 4:16     |  |
| 4.    | «Song For Reverse Karaoke» | 3:05     |  |
| 14:20 |                            |          |  |

- Datos: Q6124983